# Герб Борисова

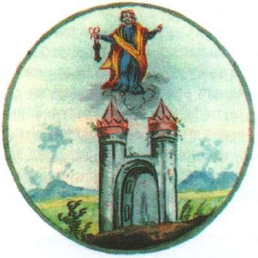
Изображение с великокняжеской привилегии 1792 года

Герб Борисова — официальный геральдический символ города Борисова. Относится к историко-геральдическим памятникам Беларуси. Герб зарегистрирован в Гербовом матрикуле Республики Беларусь 29 января 1999 года (№ 41).
Официальное описание:
В серебряном поле барочного щита на зелёной земле серебряная стена между двумя башнями с красными куполами, над которой на серебряном облаке стоящий Святой Пётр с двумя ключами в руке.

## История
Известный сейчас исторический герб Борисова был дарован городу 14 июня 1792 года королём Станиславом Августом Понятовским. Всего через четыре с половиной года, 22 января 1796 года, императрицей Екатериной Второй утверждается, как подчёркивалось, такой же самый герб, дан именно «Польским Королем Станиславом Августом: две военные башни с воротами, между ними поставленными в серебряном поле, а над ними виден Святой Пётр, Апостол, на облаке стоящий, который в правой руке держит ключи». Но, несмотря на подобное утверждение с императорского указа, особенности «нового старого» борисовского герба хорошо видно. Так Святой Пётр оказался ниже за двуглавого орла с герба губернского Минска; кроме того, обе башне лишились своих конических крыш, а в иконографию, как в фигуру Святого Апостола, так и в ворота, вводятся определенные изменения. Но данные особенности, наверное, объясняются и тем, что на протяжение XVIII—XIX вв. эталонных изображений городских гербов ещё не существовало. Так на печати Минского губернского дворянского собрания, которое уже использовалось в самым начале XIX в., также другой вариант того же самого герба Борисова. (Кстати, от соседства с чёрным двуглавым орлом на этот раз лишён). Место орла герб Минской губернии 1878 года занимает изображение борисовского герба, помещенное на официальной фотографии под надписью: «Судебно-административные учреждения Минской губернии. 1901—1911 гг.».

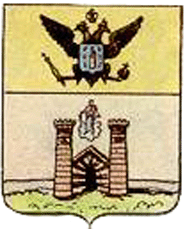
Старый герб Борисова, был утверждён 22 января 1796

Определенным примером переосмысления геральдического наследия в советскую эпоху является герб Борисова, утверждённый горисполкомом 18 июля 1989 г., протокол № 5. Его официальное описание: «На гербовом щите красного цвета серебряные ворота между двумя крепостными башнями. Над ними дата основания города „1102“. Оконечность герба зеленого цвета. На ней изображены серебристые волнистые линии — символ реки Березины. Герб окантован узкой серебряной каймой». Таким чином, цвет гербового поля произвольно был изменён на красный, а фигура Святого Апостола — на 1102 год, дату основания Борисова, по мнения Татищева. В результате в борисовском гербе действительно возникла крепость, хотя удалена фигура Святого Петра с золотым ключом для открытия Ворот бессмертии и с серебряным для её закрытия придавала ему совсем другой, аллегорический смысл. Ворота в гербе, дарованные Станиславом Августом Понятовским, символизировала вход в рай. Правда, в чуть более позднем издании, также с изображениями городских гербов на значках, Святой Пётр вернулся на своё почетное место. Общественность и власти Борисова остановились на традиционном («серебряном») цвете гербового щита. Но, сравнивая, например, гербы Острино и Борисова в привилегиях 1792 года короля Станислава Августа Понятовского, несложно заметить, что в обоих случаях неизвестный художник стремился нарисовать примерно одинаковый пейзаж, даже с такой общей подробностью как голубые холмы на фоне блёклых небес. Но поле герба у Острино Титов называет «голубым», а у Борисова — «серебряным». Соответственно белой («серебристой»), сделана также и средняя, широкий паласа официального флага  Борисова, разработанного на основе борисовского герба.